# Nguyễn Minh Triết
Nguyễn Minh Triết (Binh Duong, 8 de outubro de 1942) é político do Vietnã, foi presidente do seu país, de 2006 a 2011. Também é professor de matemática. Ele foi eleito pela Assembleia Nacional do Vietname em 27 de junho de 2006 com 464 votos (94.12%).